# Marktjärnen (Lysviks socken, Värmland)
Marktjärnen är en sjö i Sunne kommun i Värmland och ingår i Göta älvs huvudavrinningsområde.